# Borocookeïta
La borocookeïta és un mineral de la classe dels silicats, que pertany al grup de la clorita. Rep el seu nom per la seva composició i la seva relació amb la cookeïta.

## Característiques
La borocookeïta és un silicat de fórmula química Li1+3xAl4-x(BSi₃O10)(OH)₈. Va ser aprovada com a espècie vàlida per l'Associació Mineralògica Internacional l'any 2000. La seva duresa a l'escala de Mohs és 3.
Segons la classificació de Nickel-Strunz, la borocookeïta pertany a «09.EC - Fil·losilicats amb plans de mica, compostos per xarxes tetraèdriques i octaèdriques» juntament amb els següents minerals: minnesotaïta, talc, wil·lemseïta, ferripirofil·lita, pirofil·lita, boromoscovita, celadonita, chernykhita, montdorita, moscovita, nanpingita, paragonita, roscoelita, tobelita, aluminoceladonita, cromofil·lita, ferroaluminoceladonita, ferroceladonita, cromoceladonita, tainiolita, ganterita, annita, ephesita, hendricksita, masutomilita, norrishita, flogopita, polilitionita, preiswerkita, siderofil·lita, tetraferriflogopita, fluorotetraferriflogopita, wonesita, eastonita, tetraferriannita, trilitionita, fluorannita, xirokxinita, shirozulita, sokolovaïta, aspidolita, fluoroflogopita, suhailita, yangzhumingita, orlovita, oxiflogopita, brammal·lita, margarita, anandita, bityita, clintonita, kinoshitalita, ferrokinoshitalita, oxikinoshitalita, fluorokinoshitalita, beidel·lita, kurumsakita, montmoril·lonita, nontronita, volkonskoïta, yakhontovita, hectorita, saponita, sauconita, spadaïta, stevensita, swinefordita, zincsilita, ferrosaponita, vermiculita, baileyclor, chamosita, clinoclor, cookeïta, franklinfurnaceïta, gonyerita, nimita, ortochamosita, pennantita, sudoïta, donbassita, glagolevita, aliettita, corrensita, dozyïta, hidrobiotita, karpinskita, kulkeïta, lunijianlaïta, rectorita, saliotita, tosudita, brinrobertsita, macaulayita, burckhardtita, ferrisurita, surita, niksergievita i kegelita.

## Formació i jaciments
Va ser descoberta al filó de la pegmatita Sosedka, un dipòsit de turmalines situat al camp de pegmatites de Malkhan, a la localitat de Krasnyi Chikoy (Krai de Zabaikàlie, Rússia). Es tracta de l'únic indret de tot el planeta on ha estat descrita aquesta espècie mineral.